# سونارغون
سونارغون ((بالبنغالية: সোনারগাঁও)‏، تعني مدينة الذهب)، مدينة تاريخية قديمة في بنغلاديش، كانت المركز الإداري والتجاري والبحري التاريخي في ولاية البنغال. تقع في وسط دلتا نهر الغانج، وكانت مقرا للحكام ومحافظي شرق البنغال المسلمين في العصور الوسطى. وصفها الكثير من الرحالة، مثل: ابن بطوطة، ما هوان، نيكولو دي كونتي ورالف فيتش وقالوا عنها بأنها مركز مزدهر للتجارة والتبادل التجاري. وكانت بمثابة عاصمة السلطان فخر الدين مبارك شاه وعيسى خان.

## التاريخ

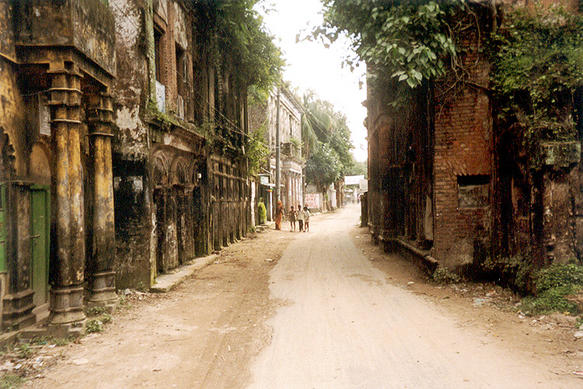
مدينة بانام

## معرض صور

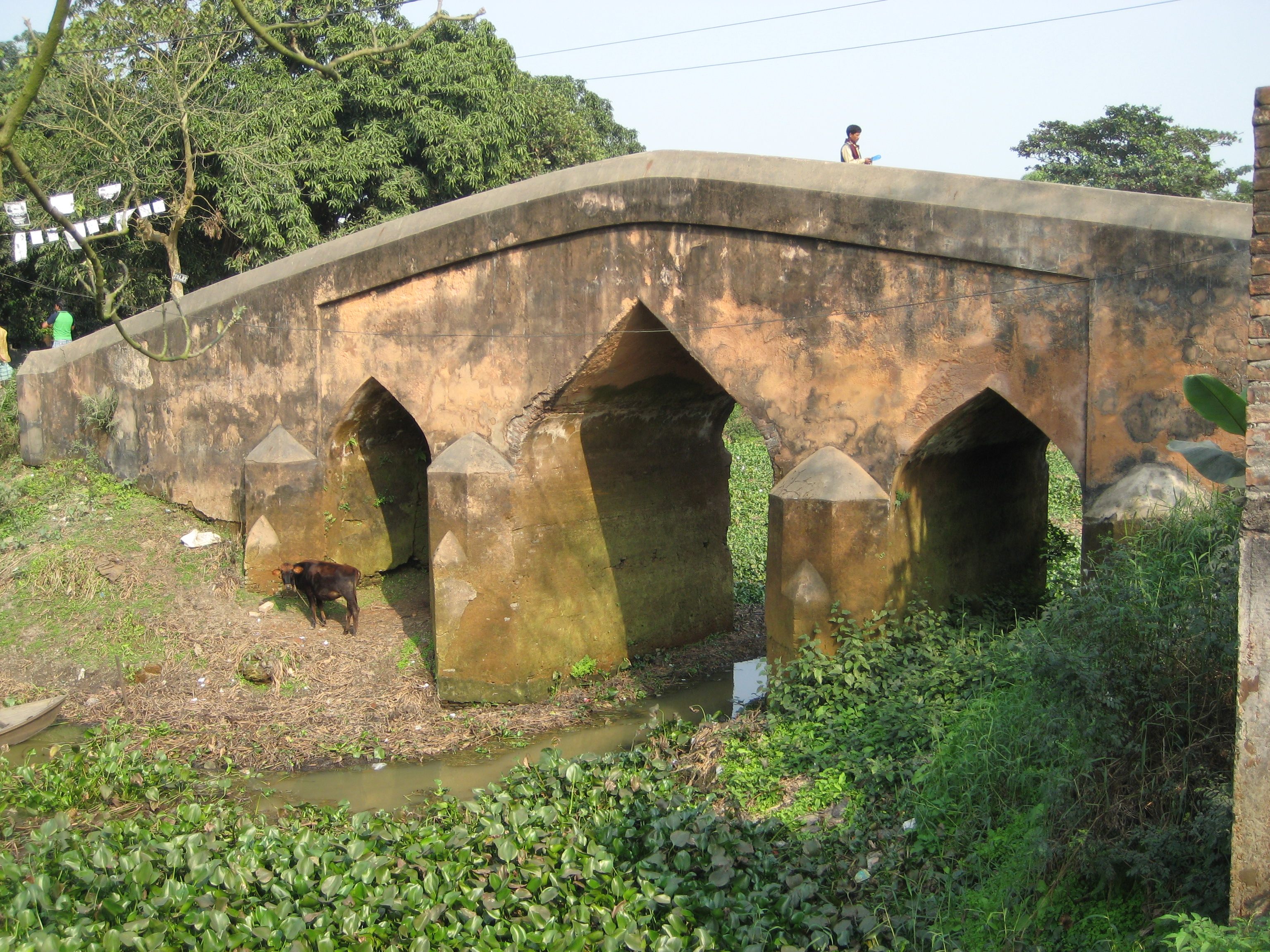
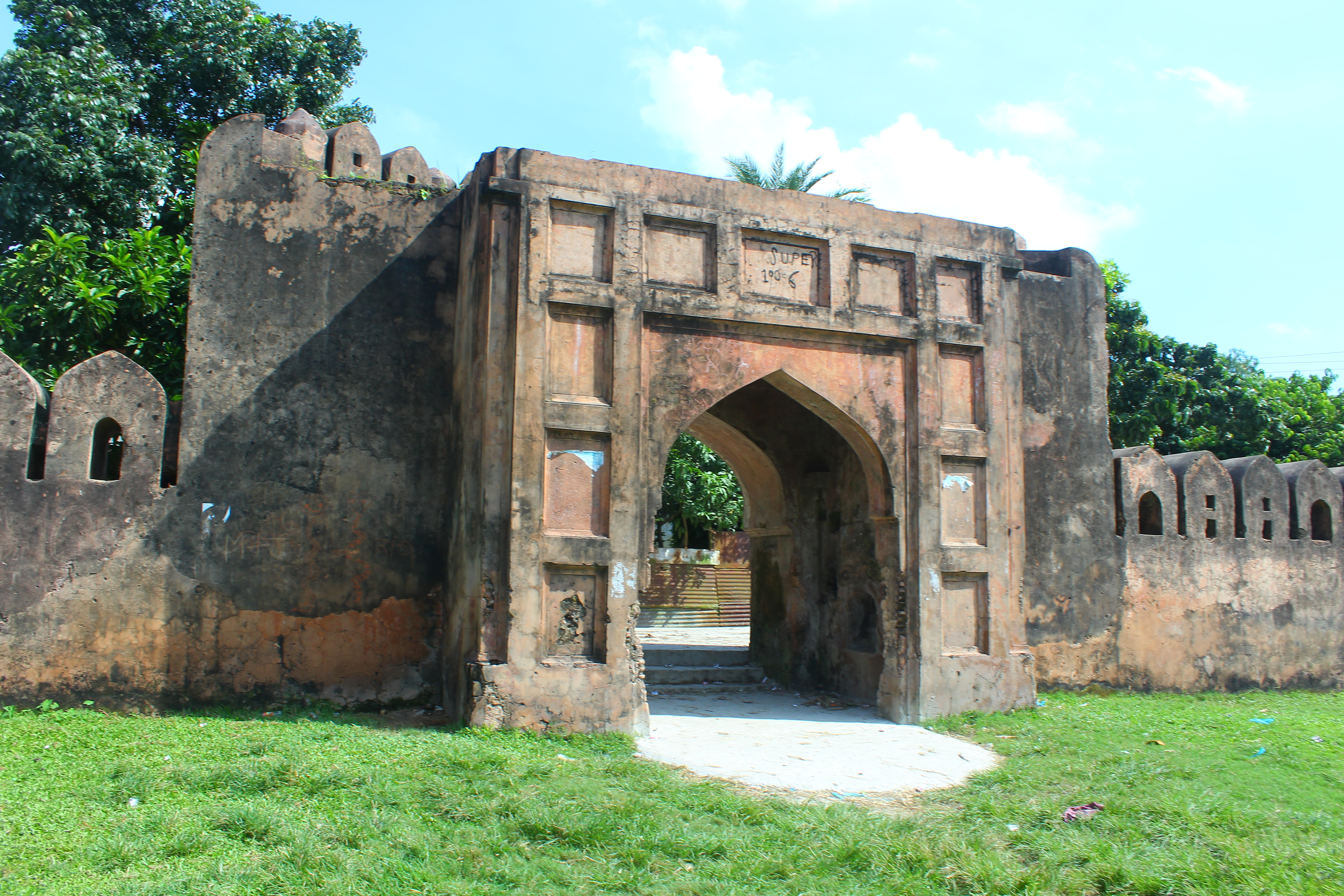
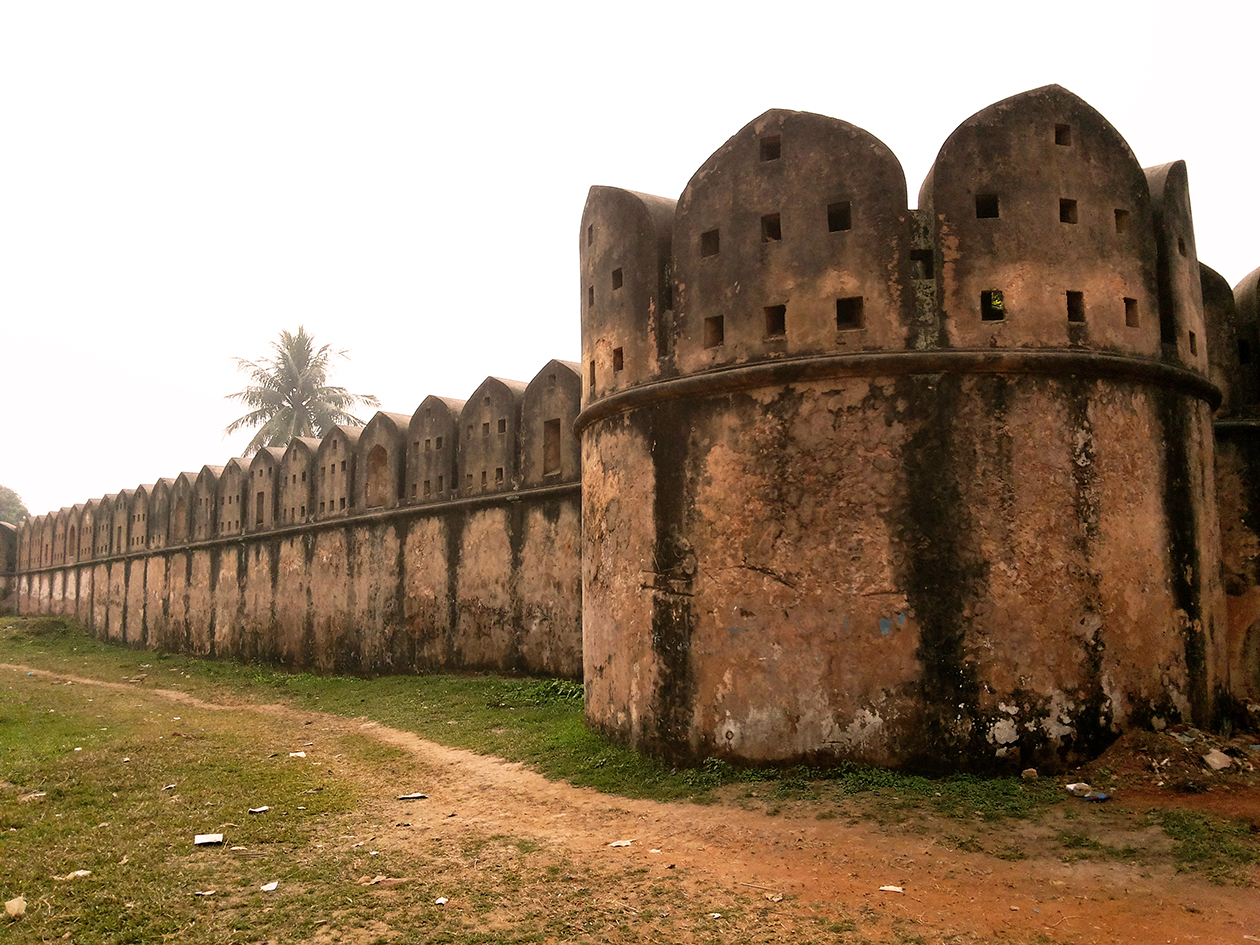

## مزيد من القراءة
- Kazi Azizul Islam and Tania Sharmeen (5 يوليو 2005). "Panam Among World's 100 Endangered Historic Sites". News from Bangladesh. مؤرشف من الأصل في 2019-12-08.
- Roy, Pinaki (9 يوليو 2004). "Panam Nagar's Fate in Limbo". The Daily Star. مؤرشف من الأصل في 2012-10-07.
- Ali, Tawfique (26 أبريل 2007). "Unscientific Restoration Defacing Heritage". The Daily Star, Vol 5 num 1031. مؤرشف من الأصل في 2012-10-07.

## وصلات خارجية
- The World Monuments Fund's 2008 Watch List page for Sonargaon
- Sonargaon in Banglapedia
- Sonargaon in Everyneededinfo